# Walker (Iowa)
Walker – miasto w Stanach Zjednoczonych, w stanie Iowa, w hrabstwie Linn. Zgodnie ze spisem statystycznym
z 2000 miasto liczyło 750 mieszkańców.